# Ximena (cràter)
Ximena és un cràter d'impacte en el planeta Venus de 12,8 km de diàmetre. Porta el nom d'un antropònim portuguès, i el seu nom va ser aprovat per la Unió Astronòmica Internacional el 1997.